# Guy Sagiv
Guy Sagiv (5 de dezembro de 1994) é um ciclista profissional israelita que milita nas fileiras do conjunto Israel Start-Up Nation.

## Palmarés
- 2013
  - 3.º no Campeonato de Israel em Estrada

- 2015
- Hets Hatsafon
- Campeonato de Israel em Estrada

- 2016
- Campeonato de Israel em Estrada

- 2017
- Campeonato de Israel Contrarrelógio

- 2018
  - 2.º no Campeonato de Israel em Estrada

- 2019
- Campeonato de Israel em Estrada

## Resultados em Grandes Voltas
| Corrida | Corrida         | 2016 | 2017 | 2018  | 2019 | 2020 |
| ------- | --------------- | ---- | ---- | ----- | ---- | ---- |
|         | Giro d'Italia   | —    | —    | 141.º | —    |      |
|         | Tour de France  | —    | —    | —     | —    | —    |
|         | Volta a Espanha | —    | —    | —     | —    | —    |

—: não participa 

Ab.: abandono 

## Equipas
- Israel  (2015-2020)
  - Cycling Academy (2015-2016)
  - Israel Cycling Academy (2017-2019)
  - Israel Start-Up Nation (2020)